# Le Monsieur de cinq heures
Pour plus de détails, voir Fiche technique et Distribution.
Le Monsieur de cinq heures est un film français réalisé par Pierre Caron, sorti en 1938.

## Synopsis
Un banquier parisien, qui aime s'amuser, se rend tous les jours à Montmartre, à cinq heures, pour y retrouver une charmante jeune femme qui y tient un bar. Pour sa tranquillité, il se dissimule sous le nom de son caissier principal. Cela se passe à merveille, jusqu'au jour où, pour se tirer d’un embarras, il doit faire passer la jeune femme pour sa fille. Fille qu'un jeune homme fort maladroit, et amoureux, entreprend plus tard de présenter à l'épouse légitime, au moment où arrive le caissier prête-nom. D'où confusions et quiproquos, mais tout finit par s'arranger, lorsque l'épouse décide qu'il faut marier le jeune homme et la jeune femme.

## Fiche technique
- Titre français : Le Monsieur de cinq heures
- Réalisation : Pierre Caron
- Scénario : Jean de Letraz, d'après la pièce éponyme de Maurice Hennequin et Pierre Veber créée en 1924[1]
- Dialogues : Jean de Lestraz
- Photographie : Willy Faktorovitch
- Musique : Vincent Scotto
- Décors : Jean Douarinou
- Son : René Louge et Louis Perrin
- Maquillage : Hagop Arakelian
- Production : Joe Salviche, Films Saca
- Pays d'origine :  France
- Format : Son mono - Noir et blanc - 35 mm  - 1,37:1
- Genre : Comédie
- Durée : 95 min
- Dates de sortie : 
  - France : 9 mars 1938
- Affiche : Fernand François (France)

## Distribution
- André Lefaur : Léon Précardan
- Meg Lemonnier : Ginette
- Armand Bernard : Célestin Maravel
- Josseline Gaël : Mme Précardan
- Pierre Larquey : Montredon
- Jean Tissier : Savinien
- Mila Parely : Olga
- Julien Carette : Amédée
- René Alié
- Albert Duvaleix
- Willy Leardy
- Spadolini